# Anat Gov
Anat Gov (in ebraico ענת גוב‎?; Tiberiade, 13 dicembre 1953 – Tel Aviv, 9 dicembre 2012) è stata una drammaturga israeliana conosciuta all'estero soprattutto per l'opera Oh, Dio mio! (2011), nella quale Dio si sottopone a psicoanalisi.

## Biografia
Nata "Anat Miber", nel 1971 conobbe il futuro marito, lo show-man Gidi Gov (per il quale scriverà sceneggiature televisive e col quale avrà tre figli). Interessata alla recitazione, studiò Arti teatrali presso l'Università di Tel Aviv. Iniziò ufficialmente la sua carriera da drammaturga nel 1992 a Gerusalemme, dove portò in scena L'amore mortale (אהבת מוות).
Tuttavia, ha legato il proprio nome al Teatro Cameri di Tel Aviv (uno dei principali del Paese): nel 2012, infatti, la città la celebrerà conferendole il  Premio Rosenblum
Ha riscosso i più grandi successi trattando temi sociali, di genere (ad esempio, nell'opera del 1999 Le migliori amiche (חברות הכי טובות), l'amicizia femminile), esistenziali (l'opera del 2001 Finale felice (סוף טוב) tratta il rapporto di un paziente col proprio cancro). Finale felice è stata scritta quando la stessa Gov stava affrontando il carcinoma del colon-retto che, nel 2012, la porterà alla morte. Per quest'opera, alla Gov è stato assegnato il prestigioso Premio Nisim Aloni.

## Opere
- L'amore mortale , 1992, אהבת מוות
- Lisistrata 2000, ליזיסטרטה 2000
- La casalinga, 2004, עקר בית
- Famiglia calda, 2009 , משפחה חמה
- Oh, Dio mio!, 2011 , אוי, אלוהים!
- Finale felice, 2011 , סוף טוב